# The Moody Blues
Муди блуз (енгл. The Moody Blues) енглески је рок бенд основан у Бирмингему 1964. године. У почетку, бенд су чинили клавијатуриста Мајк Пиндер, мултиинструменталиста Реј Томас, гитариста Дени Лејн, бубњар Грем Еџ и басиста Клинт Варвика. Група је постала истакнута по својој ритам и блуз музици. Највећи успех бенд је дожио на почетку 70-их година 20. века када су бенд чинили Пиндер, Томас, Еџ, гитариста Џастин Хејвард и басиста Џон Лоџ.   
У најуспешније синглове Муди блуза спадају Go Now, Nights in White Satin, Tuesday Afternoon, Question и Your Wildest Dreams. Бенд је продао 70 милиона албума широм света, укључујући 18 платинастих и 18 златних ЛП-ова. Група је постала члан Дворане славних рокенрола 2018. године.

## Чланови
Тренутни чланови
- Грем Еџ — бубњеви, удараљке, вокал (1964—данас)
- Џастин Хејвард — гитара, вокал (1966—данас)
- Џон Лоџ — бас, гитара, вокал (1966—данас)

Бивши чланови
- Дени Лејн — гитара, вокал (1964—1966)
- Мајк Пиндер — клавијатуре, вокал (1964—1978)
- Реј Томас — флаута, удараљке, хармоника, вокал (1964—2002: преминуо 2018)
- Клинт Варвик — бас, вокал (1964—1966: преминуо 2004)
- Родни Кларк — бас, вокал (1966)
- Патрик Мораз —  клавијатуре (1978—1991)

## Дискографија
Студијски албуми
- The Magnificent Moodies (1965, УК) / Go Now: The Moody Blues #1 (1965, САД)
- Days of Future Passed (1967)
- In Search of the Lost Chord (1968)
- On the Threshold of a Dream (1969)
- To Our Children's Children's Children (1969)
- A Question of Balance (1970)
- Every Good Boy Deserves Favour (1971)
- Seventh Sojourn (1972)
- Octave (1978)
- Long Distance Voyager (1981)
- The Present (1983)
- The Other Side of Life (1986)
- Sur la Mer (1988)
- Keys of the Kingdom (1991)
- Strange Times (1999)
- December (2003)